# غریبه‌هایی از جهنم
غریبه‌هایی از جهنم (کره‌ای: 타인은 지옥이다) یک مجموعهٔ تلویزیونی محصول سال ۲۰۱۹ کره جنوبی با نقش‌آفرینی ایم شی‌وان و لی دونگ ووک است. این مجموعه براساس مجموعه وب‌تونی به همین نام ساخته شده‌است و از تاریخ ۳۱ اوت تا ۶ اکتبر ۲۰۱۹ از شبکهٔ اوسی‌ان بر روی آنتن رفت.
عنوان این مجموعه برداشتی از نقل‌قول معروف ژان-پل سارتر در نمایش‌نامهٔ خروج ممنوع است.

## خلاصهٔ داستان
داستان این مجموعه درباره یون جونگ وو (ایم شی‌وان) است که از حومه شهر سئول وارد شهر می‌شود و در یک آپارتمان ارزان قیمت زندگی می‌کند که آشپزخانه آن با ساکنان دیگر این آپارتمان مشترک است. او ساکنان دیگر را که عجیب و مشکوک به نظر می‌رسند دوست ندارد از جمله همسایه‌اش، سئو مون جو (لی دونگ ووک)؛ اما تصمیم می‌گیرد تا زمانی که پول کافی برای نقل مکان کردن پس‌انداز کند، آن‌ها را تحمل کند. با این حال، اتفاقات مرموزی در آپارتمان شروع می‌شود و این موضوع باعث می‌شود که جونگ وو شروع به ترس از ساکنان آپارتمان کند.

## بازیگران

### اصلی
- ایم شی‌وان در نقش یون جونگ وو
  - نویسنده‌ای که از حومه شهر می‌آید و پس از یافتن شغل جدید در شرکت جدیدی که یکی از دوستانش ایجاد کرده بود، به اتاق ۳۰۳ در آپارتمان Eden نقل مکان می‌کند.[۹][۱۰] او اتاق خود در آپارتمان Eden را با قیمت ارزانی می‌گیرد اما متوجه می‌شود که این آپارتمان فقط یک آپارتمان معمولی نیست.
- لی دونگ ووک در نقش سئو مون جو
  - یک دندانپزشک که در نزدیکی آپارتمان Eden کار می‌کند و در اتاق ۳۰۴ زندگی می‌کند.[۱۱][۱۲] او به عنوان یک دندانپزشک مهربان و دلسوز به‌نظر می‌آید. با این حال، همه چیز آنطور که به‌نظر می‌رسد نیست.

## تولید
اولین فیلمنامه خوانی در آوریل ۲۰۱۹ در منطقهٔ سانگام دونگ، شهر سئول کرهٔ جنوبی انجام شد.